# Bayernliga
Die Bayernliga ist in der Regel die höchste für das gesamte Gebiet Bayerns organisierte Spielklasse einer Sportart, beziehungsweise die höchste Liga des entsprechenden bayerischen Fachverbandes.

## Eishockey
Im Eishockey ist die Bayernliga (Senioren) die höchste Liga des Bayerischen Eissportverbandes, vierthöchste Spielklasse in Deutschland und höchste Amateurspielklasse. Sie ist den Regionalligen Ost, West, Nord und Südwest gleichgestellt. Daneben gibt es auch Bayernligen für Junioren, Jugend und Schüler.

## Fußball
Im Fußball ist die Bayernliga seit Einführung der Regionalliga Bayern 2012 nur noch die zweithöchste Liga des Bayerischen Fußballverbandes und fünfthöchste Spielklasse in Deutschland. Sie wird auch als Oberliga Bayern bezeichnet.
Bei den Frauen ist die Bayernliga die vierthöchste Spielklasse in Deutschland. Der BFV organisiert außerdem Bayernligen für A-, B- und C-Junioren und Juniorinnen.

## Handball
Im Handball ist die Bayernliga sowohl bei den Frauen als auch bei den Männern die vierthöchste Spielklasse nach den drei Bundesligen. Die Herren-Bayernliga spielt in der Saison 2023/24 mit 14 Mannschaften. Der Meister der Liga steigt in die 3. Liga (Handball) auf, die letzten drei Mannschaften steigen in die Landesligen ab.